# Effetto Fåhræus-Lindqvist

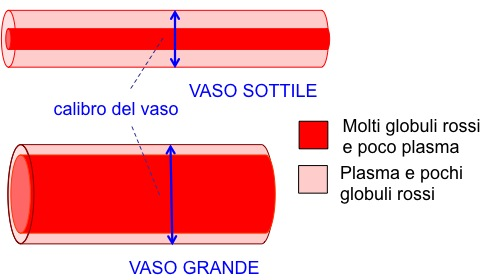
In vasi molto piccoli (d ≤ 0,5 mm) la viscosità del sangue diminuisce.
Il sangue forma uno strato limite in prossimità della parete (dell'ordine di qualche micron) che contiene solo plasma e sarà quindi meno viscoso.
Lo strato limite svolge la funzione di cuscinetto idrodinamico, che tende a ridurre l'attrito del sangue in corrispondenza delle pareti, dove normalmente viene dissipata la maggior parte dell'energia.

L'effetto Fåhræus-Linqvist è il fenomeno per cui la viscosità del sangue varia al variare del diametro del condotto in cui fluisce, e diminuisce passando in vasi sempre più sottili.
Questo fenomeno si osserva a partire da diametri del condotto di circa 300 µm, e diventa più evidente al diminuire del diametro del vaso, finché la viscosità raggiunge un minimo nei piccoli capillari di diametro pari a 4-5 µm.
Questo effetto è conosciuto anche con il nome di plasma skimming e prende il nome dagli scienziati svedesi Robin Fåhræus (1888 Stoccolma - 1968 Uppsala) e Johan Torsten Lindqvist (1906 - 2007).

## Descrizione
Il loro studio fu pubblicato sull'American Journal of Physiology nel 1931 e ha rappresentato un importante passo avanti nella comprensione dell'emodinamica, con numerose implicazioni per lo studio della fisiologia umana.
I dati sulla viscosità furono ottenuti da un esperimento in vitro a temperatura controllata, in cui il sangue veniva fatto scorrere attraverso un sottile tubicino di vetro che collegava due serbatoi. I diametri utilizzati nei tubicini erano minori o uguali a 250 µm, e gli esperimenti furono condotti a velocità di taglio sufficientemente elevate (≥ 100 s−1) in modo che un flusso simile in un tubo grande avrebbe potuto essere considerato di tipo newtoniano. 
Conoscendo i parametri geometrici del flusso, e misurando la pressione applicata ΔP, e la portata Q, usarono l'equazione di Hagen-Poiseuille per ricavare il valore della viscosità (µ), sapendo che questa legge vale solo per fluidi newtoniani.
{\displaystyle \mu ={\frac {\pi d^{4}\Delta P}{128LQ}}}
La viscosità risultante variava con il diametro del tubo e fu indicata proprio per questo con il nome di viscosità apparente.
In base ai valori misurati fu messo in evidenza il fatto che “la legge di Poiseuille non si applica al flusso del sangue in tubi capillari dal diametro minore di circa 0,3 mm”.
L'esperimento fu ripetuto usando come fluido l'acqua, e trovando un ottimo accordo nei risultati con la legge di Poiseuille.
Dopo di loro, altri esperimenti sono stati ripetuti estendendo le osservazioni fino a diametri di circa 3 µm, ed è stato osservato che la diminuzione della viscosità apparente continua fino a diametri di circa 10 µm. Tuttavia, l'effetto Fåhræus-Lindqvist si inverte a diametri 5-7 µm, la viscosità comincia a ri-crescere, finché per d = 2,7 µm si verifica il blocco del flusso.
Nell'articolo si cita la pubblicazione di Fåhræus dell'anno precedente in cui si affermava che il sangue che scorre in capillari di piccolo diametro modifica la propria composizione, diventando povero in eritrociti rispetto alla sua composizione normale, e quindi mostrando un valore di ematocrito minore.
Sapendo che nel flusso del sangue i globuli rossi tendono ad addensarsi al centro dei vasi, scorrendo più velocemente, e lasciando vicino alle pareti uno strato di plasma che scorre più lentamente, si affermò quindi che il sangue nel passaggio nei vasi molto sottili si diluisce, e che questo doveva sicuramente essere la causa dei valori anomali trovati per la viscosità del sangue nei vasi sottili. 
Quest'osservazione fu riportata dicendo che il valore dell'ematocrito medio nel capillare è sempre inferiore all'ematocrito nel serbatoio di raccolta, il che suggerisce che l'ematocrito diminuisce mentre il sangue procede attraverso stretti microvasi. 
Ciò avviene perché scorrendo velocemente nella parte centrale, gli eritrociti si concentrano in un minor volume, che però si muove con velocità più alta, mentre il plasma vicino alle pareti è più lento.
La differenza di ematocrito è stata sperimentalmente osservata per capillari d < 110 µm. Nel vaso sottile l'ematocrito può arrivare ad essere anche la metà, e questo è particolarmente evidente per i piccoli diametri (20 µm), risultato indicato a volte come effetto Fåhræus.